# Караваев, Андрей Николаевич
Андрей Николаевич Караваев (род. 12 марта 1997, Прокопьевск, Кемеровская область, Россия) — российский хоккеист.

## Биография
Родился в 1997 году на Кузбассе в городе Прокопьевске, с 2008 года участвовал в юношеских соревнованиях, представляя новокузнецкий «Металлург», в сезоне 2013/14 начал карьеру в том же городе в его молодёжном фарм-клубе «Кузнецкие медведи» (Молодёжная хоккейная лига|МХЛ), с сезона 2015/16 вошёл в состав «Металлурга», выступавшего в КХЛ. После его перехода в ВХЛ, помимо новокузнецких клубов, играл в составе других клубов высшей лиги: казанском «Барсе», ангарском «Ермаке», казахстанском клубе из Усть-Каменогорска «Торпедо»". В начале сезона 2018/19 и в сезон 2020/21 в составе усть-каменогорского «Алтай-Торпедо» выступал в казахстанской Pro Hokei Ligasy. В следующем сезоне вернулся в ВХЛ в составе «Тамбова», в сезоне 2022/23 вновь играл в открытом казахстанском чемпионате в составе узбекского клуба из Ташкента «Хумо». С 2023 года — вновь в ВХЛ: до ноября в барнаульском «Динамо-Алтай», затем в — воронежском «Буране», в сезоне 2024/25 заключил контракт с вошедшей в ВХЛ кирово-чепецкой «Олимпией».
В КХЛ в составе «Металлурга» сыграл 23 матча и набрал 4 (1+3) очка.